# Inside Apple
Inside Apple est un livre d'Adam Lashinsky paru aux États-Unis en 2012 et France en 2013 aux éditions Dunod, sur les coulisses de l'entreprise Apple et les raisons de ses succès.

## Résumé
Adam Lashinsky (de Fortune Magazine) expose les principes et méthodes originales de management de l'entreprise Apple, qui sont relativement mal connues compte tenu de la culture du secret qui l'entoure. Il pose aussi la question du devenir de la société après la disparition de son fondateur et dirigeant charismatique Steve Jobs, que Tim Cook a remplacé en 2011.
Le livre aborde l'organisation interne non conventionnelle de l'entreprise, les principes tels que la planification extrême, l'attention pointilleuse accordée au design et aux détails des produits, les campagnes de marketing, et les hommes clés de l'organigramme. Pour Walter Isaacson (auteur de la biographie Steve Jobs parue en 2011), ce livre permet de « mieux comprendre le fonctionnement d'Apple, mais également du monde de l'innovation en général ».